# かみいしなか かな
かみいしなか かなは、ハロー!プロジェクトに所属する（後述する中島早貴は除く）女性歌手グループ、女性アイドルグループである。

## 概要
- TBS（関東ローカルのみ）で2017年1月22日より放送中の情報ドキュメンタリー通販番組『ふるさとの夢』のオープニングテーマ曲を担当するにあたってSATOYAMA movementのコンセプトから生み出され、結成されたアイドルユニットである。
- メンバーは、アンジュルムから上國料萌衣、モーニング娘。'17から石田亜佑美、℃-ute（2017年6月12日解散）から中島早貴、そしてJuice=Juiceから金澤朋子の計4人が選抜された。
- なお、当グループ名の由来は各メンバーの名字の頭読み（上國料→かみ、石田→いし、中島→なか、金澤→かな）に由来している。

## メンバー
- 上國料萌衣（アンジュルム）
- 石田亜佑美（モーニング娘。'17）
- 中島早貴（元℃-ute、および元ハロー!プロジェクト）
- 金澤朋子（当時Juice=Juice）

## 略歴
2017年
- 3月15日、公式結成が発表される[1]。
- 3月25日 - 26日、デビューシングルCD「ふるさとの夢」を「遊ぶ。暮らす。育てる。SATOYAMA & SATOUMIへ行こう 2017」＆「Hello! Project ひなフェス 2017」幕張メッセ 国際展示場 2ホール グッズ売場にて先行発売[2]。
- 4月28日、デビューシングル「ふるさとの夢」を配信開始[3]。
- 6月12日、中島早貴がさいたまスーパーアリーナでの℃-ute解散公演を以て、ハロー!プロジェクトを卒業。

2018年
- 3月28日、シングルCD「ふるさとの夢」一般発売[4]。

## ディスコグラフィー

### シングル
1. ふるさとの夢 （2017年3月25日CD先行発売、2017年4月28日配信、2018年3月28日CD一般発売）